# Erich Kleiber
Erich Kleiber (5. srpna 1890, Vídeň – 27. ledna 1956, Curych) byl rakousko-argentinský dirigent a hudební skladatel.

## Život
Narodil se v rodině chudého učitele, otce ztratil v pěti, matku v šesti letech. Byl tedy poslán na výchovu ke svému dědečkovi do Prahy. Roku 1900 se vrátil do Vídně, aby žil u strýce, ale roku 1908 se do Prahy znovu vrátil, studoval filozofii, dějiny a umění na Německé univerzitě (absolvoval 1912) a souběžně bral lekce na Pražské konzervatoři. V Praze prožil i svůj dirigentský debut, roku 1911 na scéně Národního divadla. Poté vystřídal operní domy v Darmstadtu (1912-1919), Barmen-Elberfeldu (1919-1921), Düsseldorfu (1921-1922) a Mannheimu (1922-1923).
V letech 1923-1934 byl hudebním ředitelem Berlínské státní opery. Dirigoval přitom například světovou premiéru opery Albana Berga Vojcek, stejně jako německou premiéru Janáčkovy Jenůfy. Když nastoupili k moci nacisté, umožnili mu dále pracovat, ale když zakázali uvést druhou Bergovu operu Lulu s odůvodněním, že jde o "degenerované umění", sám podal na protest rezignaci. Působil poté v Amsterdamu, Londýně, Buenos Aires, Montevideu, Havaně, New Yorku, Římě i v milánské La Scale, s níž ovšem roku 1939 přerušil spolupráci poté, co italští fašisté zakázali vystupovat židovským umělcům.

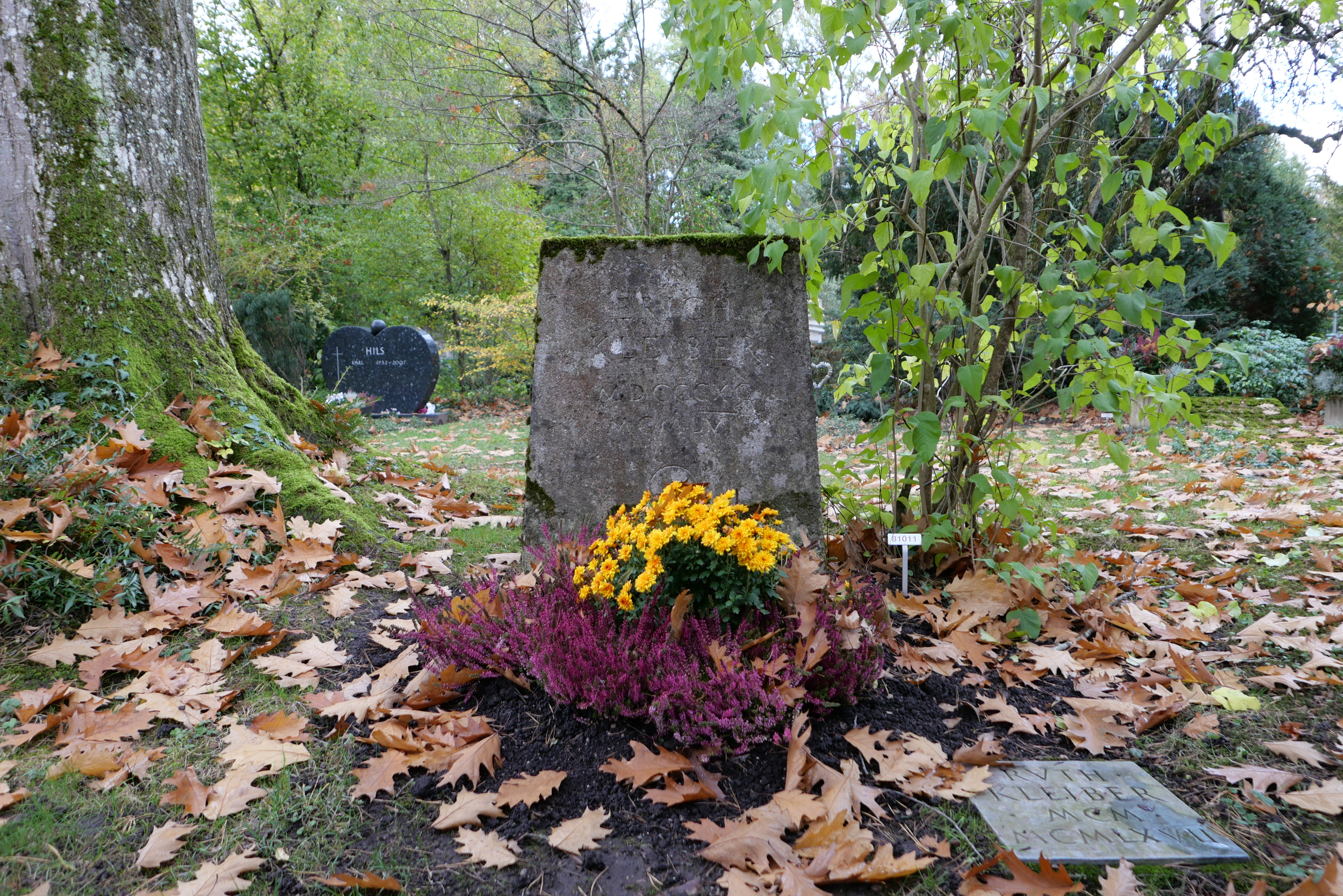
Hrob Kleibera a jeho manželky Ruth Goodrichové (1900-1967) na hřbitově Hönggerberg v Curychu.

Roku 1936 natrvalo přesídlil do Argentiny. V letech 1936-1949 byl hudebním ředitelem Teatro Colón. Roku 1938 získal argentinské občanství a v roce 1950 se vrátil do Evropy. Roku 1954 se stal znovu ředitelem Berlínské státní opery, která byla v tu dobu ve východním Berlíně, avšak po politickém vměšování vládnoucích komunistů na protest odešel i s rodinou na Západ. Žil pak v Curychu, v jednom z hotelů, kde také zemřel. Spekulovalo se o sebevraždě, ale oficiální lékařský závěr zněl infarkt.
Z jeho skladatelského díla patří k nejvýznamnějším skladby Violin Concerto, Piano Concerto a Capriccio for Orchestra.
Jeho syn Carlos Kleiber se stal také významným dirigentem.